# Gare de Faubourg-de-Rouvroy
Pour les articles homonymes, voir Gare du Faubourg.
La gare de Faubourg-de-Rouvroy, également appelée gare de Rouvroy, est une gare ferroviaire française, fermée, de la ligne d'Abbeville à Eu, située dans le faubourg de Rouvroy, sur le territoire de la commune d'Abbeville, dans le département de la Somme, en région Hauts-de-France.
Elle a été mise en service par la Compagnie du Nord. Sa fermeture, réalisée par la Société nationale des chemins de fer français (SNCF), intervient en 1993.

## Situation ferroviaire
Établie à 7 mètres d'altitude, la gare de Faubourg-de-Rouvroy est située au point kilométrique (PK) 176,950 de la ligne d'Abbeville à Eu (à voie unique) — juste après un passage à niveau (PN no 91, franchissant l'ex-route nationale 25) —, entre la gare ouverte d'Abbeville et celle fermée de Cambron - Laviers.
Sur l'unique quai, se trouve un tableau indicateur de vitesse (TIV) annonçant la section limitée à 30 km/h, pour les trains entrant en gare d'Abbeville (en raison des appareils de voie de celle-ci) ; toutefois, ce trafic est suspendu depuis 2018. Lorsque la halte était encore desservie, ledit signal était implanté après le PN précité (en venant du Tréport).

## Histoire
La ligne d'Abbeville à Eu a été ouverte le 4 décembre 1882, par la Compagnie des chemins de fer du Nord. La date de mise en service de la présente halte n'est pas connue.
En mai 1930, « Faubourg-Rouvroy » est un point d'arrêt facultatif, notamment desservi par le train no 1775 qui part de la gare d'Abbeville à 17 h 32.
La ligne a intégré, le 1er janvier 1938, le réseau de la SNCF nouvellement créée. La suppression de la desserte de Faubourg-de-Rouvroy intervient après 1990 (année où la halte dispose encore d'un abri sur le quai), en l'occurrence en 1993.

## Patrimoine ferroviaire

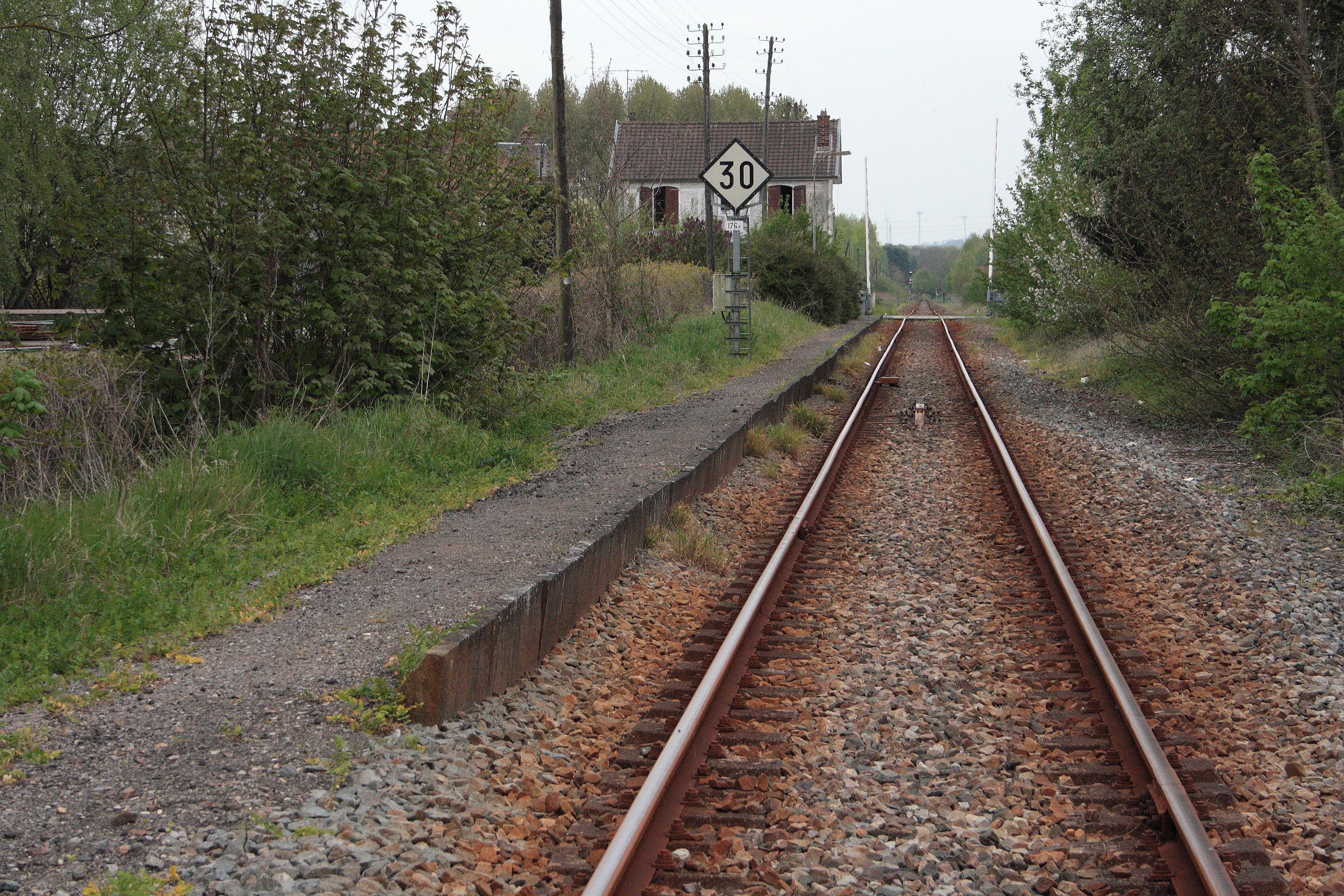
La halte et le TIV 30 ; un crocodile jouxte ce signal. Au fond, l'ancienne maison de garde-barrière (alors existante, en avril 2014).

La maison de garde-barrière jouxtant la halte, habitée jusque dans les années 2000 puis régulièrement squattée, est démolie le 8 décembre 2015. Par ailleurs, l'ancien quai subsiste.